# Pierre Louis Dulong
Pierre Louis Dulong (Rouen, 12 febbraio 1785 – Parigi, 18 luglio 1838) è stato un chimico e fisico francese.
Nel 1819, assieme al collega Alexis Thérèse Petit, formulò la legge di Dulong e Petit relativa al calore specifico molare (1819). Contribuì inoltre a migliorare il catetometro.
Nel 1813 scoprì il tricloruro di azoto.

## Biografia
Quando scoprì il tricloruro di azoto, altamente esplosivo, divenne cieco da un occhio e rischiò di perdere una mano.
Fu professore alla scuola politecnica di Parigi nel 1820, dove coprì successivamente il ruolo di direttore (1830).